# Liste des intercommunalités du Morbihan
Au 1er janvier 2022, le département du Morbihan compte 13 établissements publics de coopération intercommunale à fiscalité propre dont le siège est dans le département (2 communautés d'agglomération et 11 communautés de communes), dont un qui est interdépartemental. Par ailleurs, 14 communes appartiennent à une intercommunalité dont le siège est situé hors département.

## Carte
| | Liste des pays et des intercommunalités |
| Pays de Lorient - Lorient Agglomération - Blavet Bellevue Océan Communauté Pays d'Auray - Auray Quiberon Terre Atlantique - Communauté de communes de Belle-Île-en-Mer Pays de Vannes - Golfe du Morbihan - Vannes Agglomération - Communauté de communes Arc Sud Bretagne - Questembert Communauté Pays de Saint-Nazaire - Communauté d'agglomération de la Presqu'île de Guérande Atlantique (douze communes en Loire-Atlantique et trois dans le Morbihan) | Pays de Redon - Bretagne Sud - Redon Agglomération (douze communes en Ille-et-Vilaine, huit en Loire-Atlantique et onze dans le Morbihan) Pays Centre Ouest Bretagne - Roi Morvan Communauté Pays de Pontivy - Pontivy Communauté (cc) (vingt-quatre communes dans le Morbihan et une dans les Côtes-d'Armor) - Centre Morbihan Communauté - Baud Communauté Pays de Ploërmel - Cœur de Bretagne - Ploërmel Communauté - De l'Oust à Brocéliande Communauté |

## Intercommunalités à fiscalité propre
Au 1er janvier 2022, le département du Morbihan compte 13 établissements publics de coopération intercommunale à fiscalité propre dont le siège est dans le département (2 communautés d'agglomération et 10 communautés de communes), dont une qui est interdépartementale. Par ailleurs 12 communes sont groupées dans une intercommunalité dont le siège est situé hors département.
| Forme juridique                                           | Nom                                        | no SIREN  | Date de création | Nombre de communes                 | Population (der. pop. légale) | Superficie (km2) | Densité (hab./km2) | Siège                                 | Président            |
| --------------------------------------------------------- | ------------------------------------------ | --------- | ---------------- | ---------------------------------- | ----------------------------- | ---------------- | ------------------ | ------------------------------------- | -------------------- |
| Communauté d'agglomération                                | Lorient Agglomération                      | 200042174 | 1er janvier 2014 | 25                                 | 206 555 (2021)                | 738,70           | 280                | Lorient                               | Fabrice Loher        |
| Communauté d'agglomération                                | Golfe du Morbihan - Vannes Agglomération   | 200067932 | 1er janvier 2017 | 34                                 | 175 163 (2021)                | 807,40           | 217                | Vannes                                | David Robo           |
| Communauté de communes                                    | Auray Quiberon Terre Atlantique            | 200043123 | 1er janvier 2014 | 24                                 | 89 993 (2021)                 | 520,80           | 173                | Auray                                 | Philippe Le Ray      |
| Communauté de communes                                    | Pontivy Communauté                         | 245614433 | 16 novembre 2000 | 24 (dont 1 dans les Côtes-d'Armor) | 46 189 (2021)                 | 719,0            | 64                 | Pontivy                               | Bernard Le Breton    |
| Communauté de communes                                    | Ploërmel Communauté                        | 200066777 | 1er janvier 2017 | 30                                 | 42 404 (2021)                 | 804,80           | 53                 | Ploërmel                              | Patrick Le Diffon    |
| Communauté de communes                                    | Centre Morbihan Communauté                 | 200096683 | 1er janvier 2022 | 12                                 | 26 868 (2021)                 | 420,90           | 64                 | Locminé                               | Benoît Rolland       |
| Communauté de communes                                    | De l'Oust à Brocéliande Communauté         | 200066785 | 1er janvier 2017 | 26                                 | 39 471 (2021)                 | 640,10           | 62                 | Malestroit                            | Jean-Luc Bleher      |
| Communauté de communes                                    | CC Arc Sud Bretagne                        | 200027027 | 1er janvier 2011 | 12                                 | 28 730 (2021)                 | 352,90           | 81                 | Muzillac                              | Bruno Le Borgne      |
| Communauté de communes                                    | Roi Morvan Communauté                      | 245614417 | 29 décembre 1998 | 21                                 | 24 787 (2021)                 | 763,30           | 33                 | Gourin                                | Renée Courtel        |
| Communauté de communes                                    | Questembert Communauté                     | 245614383 | 30 décembre 1997 | 13                                 | 24 202 (2021)                 | 328,10           | 74                 | Questembert                           | Patrice Le Penhuizic |
| Communauté de communes                                    | Blavet Bellevue Océan Communauté           | 245600440 | 8 décembre 1993  | 5                                  | 18 443 (2021)                 | 116,60           | 158                | Merlevenez                            | Sophie Le Chat       |
| Communauté de communes                                    | Baud Communauté                            | 200096675 | 1er janvier 2022 | 6                                  | 16 198 (2021)                 | 247,70           | 65                 | Baud                                  | Pascale Gillet       |
| Communauté de communes                                    | CC de Belle-Île-en-Mer                     | 245600465 | 16 mars 2000     | 4                                  | 5 553 (2021)                  | 85,60            | 65                 | Le Palais                             | Annaïck Huchet       |
| Intercommunalité dont le siège est situé hors département |                                            |           |                  |                                    |                               |                  |                    |                                       |                      |
| Communauté d'agglomération                                | CA de la Presqu'île de Guérande Atlantique | 244400610 | 30 décembre 2002 | 15 (dont 3 dans le Morbihan)       | 76 565 (2021)                 | 386,10           | 198                | La Baule-Escoublac (Loire-Atlantique) | Nicolas Criaud       |
| Communauté d'agglomération                                | Redon Agglomération                        | 243500741 | 1er janvier 2018 | 31 (dont 11 dans le Morbihan)      | 67 212 (2022)                 | 990,90           | 68                 | Redon (Ille-et-Vilaine)               | Jean-François Mary   |

## Découpage par pays

### Pays d'Auray
Au sud, le pays d'Auray couvre 28 communes sur 576,11 km2, et compte 74 657 habitants en 2006 soit 10,7 % de la population du département. Il couvre les communautés de communes suivantes :
1. Communauté de communes de Belle-Île-en-Mer
2. Auray Quiberon Terre Atlantique

### Pays duCentre Ouest Bretagne
Au nord-ouest, le pays de Centre Ouest Bretagne couvre 108 communes sur 3 143,28 km2 (763 km2 dans le Morbihan), et compte 102 763 habitants en 2006 (25 412 dans le département du Morbihan) soit 3,7 % de la population du département. La seule communauté de communes morbihannaise du pays du Centre Ouest Bretagne est la suivante : 
1. Communauté de communes du pays du roi Morvan

### Pays de Ploërmel - Cœur de Bretagne
Au nord-est, le pays de Ploërmel compte 53 communes sur 1 216,23 km2 et compte 64 328 habitants (2006) soit 9,3 % de la population du département. Il couvre les communautés de communes suivantes :
1. De l'Oust à Brocéliande Communauté (partiellement)
2. Ploërmel Communauté

### Pays de Lorient
Au sud-ouest, le pays de Lorient compte 30 communes sur 855,31 km2 et compte 216 701 habitants (2012), soit 30,5 % de la population du département. Il couvre les communautés de communes suivantes :
1. Lorient Agglomération
2. Blavet Bellevue Océan Communauté

### Pays de Pontivy
Au nord, le pays de Pontivy compte 42 communes sur 996,65 km2 et compte 70 101 habitants (2006), soit 10,1 % de la population du département. Il couvre les communautés de communes suivantes :
1. Centre Morbihan Communauté. Cette intercommunalité créée en 2017 par la fusion des communautés de communes dénommées  Baud Communauté, Locminé communauté et Saint-Jean Communauté subit une scission en 2022, avec la recréation de Baud Communauté[17].
2. Pontivy Communauté

### Pays de Redon et Vilaine
À l'est, le pays de Redon et Vilaine couvre 55 communes sur 1 434 km2, dont 19 communes dans le Morbihan (les autres en Ille-et-Vilaine, la Loire-Atlantique) et compte 88 793 habitants (+13,9 % entre 1999 et 2006) dont 26 282 dans le Morbihan, soit 3,8 % de la population du département. Il comprend dans le Morbihan les communautés de communes suivantes :
1. De l'Oust à Brocéliande Communauté (partiellement)
2. Redon Agglomération (dont 10 communes du Morbihan sont membres)

### Pays de Vannes
Au sud-est, le pays de Vannes compte 72 communes (dont 60 dans le département du Morbihan) sur 1 839,76 km2 et compte 260 789 habitants (dont 195 724 habitants dans le Morbihan), soit 28,2 % de la population du département. Il couvre les communautés de communes suivantes :
1. Communauté de communes Arc Sud Bretagne
2. Golfe du Morbihan - Vannes Agglomération
3. Communauté d'agglomération de la Presqu'île de Guérande Atlantique (dont trois communes du Morbihan sont membres)
4. Questembert Communauté

## Anciennes intercommunalités
Au fil des différentes réformes et des diverses volontés politiques de rapprochement entre intercommunalités, un certain nombre d'EPCI ont disparu du territoire morbihannais :
1. Communauté de communes du Val d'Oust et de Lanvaux (1992-2016)
2. Guer Communauté (1994-2016)
3. Saint-Jean Communauté (1994-2016)
4. Communauté de communes du pays de Muzillac (1994-2010)
5. Communauté de communes du pays de La Roche-Bernard (1994-2010)
6. Baud Communauté (1996-2016)
7. Locminé communauté (1996-2016)
8. Communauté de communes de la Côte des Mégalithes (1996-2013)
9. Josselin communauté (1997-2016)
10. Loc'h Communauté (1997-2016)
11. Communauté de communes de la région de Plouay (1997-2013)
12. Communauté de communes de la Ria d'Étel (1997-2013)
13. Communauté de communes du Porhoët (1999-2016)
14. Vannes agglo (2000-2016)
15. Communauté de communes de Mauron en Brocéliande (2001-2016)
16. Auray communauté (2002-2013)
17. Communauté de communes des Trois Rivières (2004-2013)
18. Communauté de communes de la Presqu'île de Rhuys (2005-2016)
19. Communauté de communes du pays de La Gacilly (2008-2016)